# Ас (имя)
Ас (араб. عاص‎ — «Непокорный») — арабское имя. Оно происходит от глагола «давить» (араб. عص‎) и является однокоренным со словом «копчик» — «аль-усус» (араб. العصعص‎).
- Амр ибн аль-Ас (Амр сын Аса)
- Абуль-Ас ибн Умайя — сын Умайя ибн Абд Шамса (Омейяды).
- Абуль-Ас ибн Рабиа — сподвижник пророка Мухаммеда
- Аффан ибн Аби аль-Ас — отец халифа Усмана.

Топоним
- Эль-Аси (араб. العاصي‎) — арабское название реки Оронт (Сирия).